# Anassarete
Anassarete (in greco antico Ἀναξαρέτη) è un personaggio della mitologia greca, una donna cipriota famosa per la sua freddezza.

## Mitologia
Tale Anassarete era una bellissima ragazza che viveva nell'isola di Cipro ed era amata perdutamente dal giovane Ifi, che fece di tutto per cercare di conquistarla.
Lei non solo non ricambiò il suo sentimento, ma lo trattò con tanta freddezza che lui decise di impiccarsi davanti alla porta di casa sua sperando che con quel gesto estremo, almeno dopo la morte avrebbe potuto vincere il carattere gelido della donna, ma Anassarete ancora una volta mostrò un cuore senza amore.
Secondo il mito, che viene narrato da Ovidio ne Le metamorfosi, la dea Afrodite, che aveva assistito alla vicenda decise di trasformare la ragazza in una statua di pietra, così come di pietra era il suo cuore.